# Marsais
Marsais é uma comuna francesa na região administrativa da Nova Aquitânia, no departamento de Charente-Maritime. Estende-se por uma área de 23,98 km². Em 2010 a comuna tinha 952 habitantes (densidade: 39,7 hab./km²).